# Ștefan Vodă (Republik Moldau)
Ștefan Vodă (russisch Штефан-Водэ, ukrainisch Штефан-Воде), deutsch veraltet Kisil, ist eine Stadt mit etwa 7000 Einwohnern (2014) und das administrative Zentrum des Rajon Ștefan Vodă im Südosten der Republik Moldau.

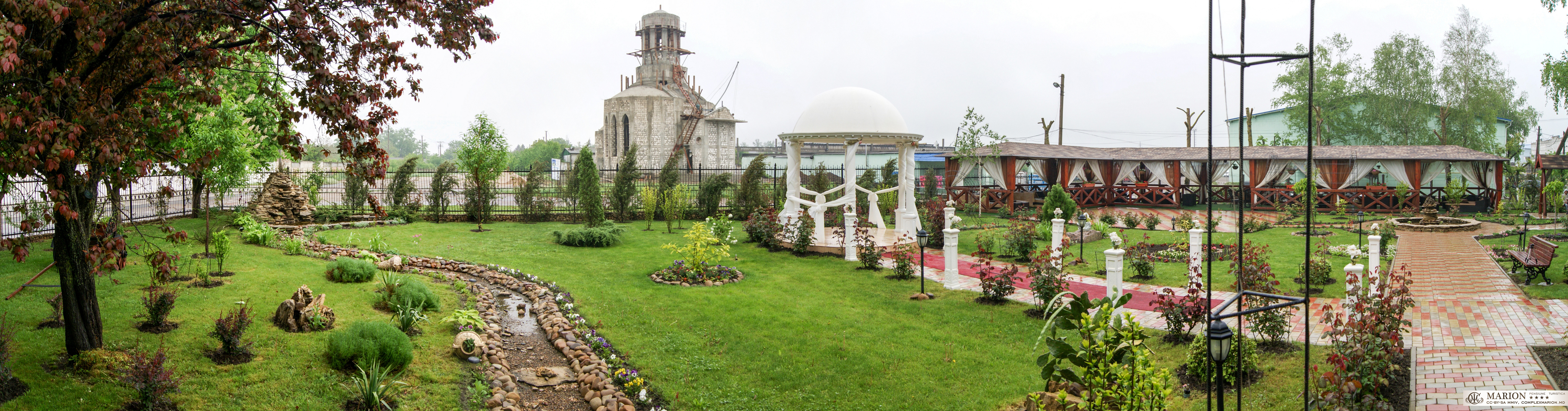
Gartenlandschaft in Ștefan Vodă

In der 1884 erstmals schriftlich erwähnten Stadt wurde 1909 die deutsche Kolonie Kizil gegründet. Seit Mai 1990 trägt die Stadt, die während der Sowjetherrschaft Suvorovo (Суворов) hieß, ihren heutigen Namen.
Die Gesamtfläche der Stadt beträgt 2.276 ha, davon entfallen 1.739 ha auf landwirtschaftliche Flächen.
Ștefan Vodă liegt auf 158 m Höhe an der Regionalstraße 30 28 km südöstlich von Căușeni und etwa 100 km südöstlich der Hauptstadt Chișinău.

## Bevölkerungszahlen
| Jahr | Einwohnerzahl |
| ---- | ------------- |
| 1930 | 227           |
| 1970 | 3.380         |
| 1979 | 6.540         |
| 1989 | 9.729         |
| 1991 | 10.200        |
| 2004 | 7.768         |
| 2004 | 7.078         |